# Vápnomilný bor u Líského
Vápnomilný bor u Líského este o arie protejată (sit de importanță comunitară — SCI) din Republica Cehă întinsă pe o suprafață de 4,08 ha, integral pe uscat.

## Localizare
Centrul sitului Vápnomilný bor u Líského este situat la coordonatele 50°15′29″N 13°56′11″E / 50.258056°N 13.936389°E.

## Înființare
Situl Vápnomilný bor u Líského a fost declarat sit de importanță comunitară în noiembrie 2009 pentru a proteja un număr necunoscut de specii din flora spontană și fauna sălbatică aflate în arealul zonei.

## Biodiversitate
Situată în ecoregiunea continentală, aria protejată conține 1 habitat natural: Păduri de pin din stepa sarmatică.
La baza desemnării sitului se află un număr nedeclarat de specii protejate.